# 粗穗胡椒
粗穗胡椒（学名：Piper tsangyuanense）是胡椒科胡椒属的植物，是中国的特有植物。分布在中国大陆的云南等地，生长于海拔1,600米的地区，多生于沟谷林缘和水旁湿地上，目前尚未由人工引种栽培。

## 别名
狗芦子（云南）